# Vitbrynad blåstjärt
Vitbrynad blåstjärt (Tarsiger indicus) är en asiatisk fågel i familjen flugsnappare inom ordningen tättingar.

## Utseende
Vitbrynad blåstjärt är en 15 centimeter lång fågel med upprätt hållning, rätt lång stjärt, ett långt och tunt vitt ögonbrynsstreck och, till skillnad från liknande himalayanäktergalen, mörka ben. Hanen är skifferblå ovan och rostorange under. Honan är olivbrun ovan och smutsigt orangebeige under.

## Utbredning och systematik
Vitbrynad blåstjärt delas in i två underarter med följande utbredning:
- Tarsiger indicus indicus – förekommer i Himalaya (Nepal till Bhutan, sydöstra Tibet och Assam)
- Tarsiger indicus yunnanensis – förekommer i sydvästra Kina (Yunnan), flyttar till norra Myanmar och norra Tonkin

Taiwanblåstjärten (T. formosanus) kategoriserades tidigare som underart till vitbrynad blåstjärt, men urskildes 2024 som egen art baserat på studier som visar på skillnader i genetik, sång, fjäderdräkt och morfologi.

### Familjetillhörighet
Fåglarna i Tarsiger ansågs fram tills nyligen (liksom bland andra buskskvättor, stentrastar, rödstjärtar) vara små trastar. DNA-studier visar dock att de är marklevande flugsnappare (Muscicapidae) och förs därför numera till den familjen.

## Levnadssätt
Vitbrynad blåstjärt häckar mellan april och juli i bergstrakter på mellan 3000 och 4200 meters höjd. Den påträffas i tät, buskig undervegetation i bland- eller barrskog, huvudsakligen bland rhododendron. Den födosöker mestadels på marken efter insekter. Det skålformade boet placeras i ett hålutrymme i en jordbank. Däri lägger den tre till fyra vita ägg. Efter häckningen rör den sig till lägre nivåer.

## Status och hot
Arten har ett stort utbredningsområde och en stor population med stabil utveckling och tros inte vara utsatt för något substantiellt hot. Utifrån dessa kriterier kategoriserar internationella naturvårdsunionen IUCN arten som livskraftig (LC), men inkluderar taiwanblåstjärten i bedömningen. Världspopulationen har inte uppskattats men den beskrivs som lokalt vanlig i östra Himalaya, ovanlig i Kina och sparsam i Myanmar.